# Alice Grace Cook
Alice Grace Cook (18 février 1887 - 7 mai 1958) est une astronome britannique connue pour son étude des météorites. Elle est également connue pour être co-découvreuse de la nova V603 Aquilae qui brilla dans le ciel européen de juin 1918, et qui fut également observée par le médecin franco-polonais Zygmunt Laskowski.
Elle devient membre de la Royal Astronomical Society en 1915.